# Буратини (Анкона)
Буратини је насеље у Италији у округу Анкона, региону Марке.
Према процени из 2011. у насељу је живело 204 становника. Насеље се налази на надморској висини од 96 м.